# Борош, Денеш
Денеш Борош (венг. Boros Dénes; род. 30 апреля 1988, Будапешт) — венгерский шахматист, гроссмейстер (2009). Победитель юношеской шахматной олимпиады (2003), серебряный призёр молодёжного (до 18 лет) командного чемпионата Европы в составе сборной Венгрии, трёхкратный победитель клубного чемпионата Венгрии в составе команды «Чути-Гидрокомп».

## Спортивная карьера
Денеш Борош начал играть в шахматы с шести лет. Окончил Центральную шахматную школу им. Гезы Мароци, затем во время учёбы на отделении психологии в Вебстерском университете в Сент-Луисе тренировался у Жужи Полгар.
В 2002 и 2003 годах Денеш в составе сборной Венгрии принимал участие в юношеской (до 16 лет) шахматной олимпиаде. В первый год, выступая на четвёртой доске, он занял со сборной первое место, во второй, уже на второй доске — завоевал «серебро». Оба раза он показывал второй абсолютный результат на своей доске (соответственно с 7 и 6,5 очка из 9 возможных). В эти же годы он играл за вторую сборную Венгрии в молодёжных (до 18 лет) чемпионатах Европы, а в 2006 году появился на очередном чемпионате уже как игрок первой сборной и занял с ней второе место, показав лучший результат на третьей доске. В 2004 году ему было присвоено звание международного мастера.
С 2006 по 2009 год на соревнованиях в Венгрии Денеш трижды выполнил гроссмейстерскую норму, в 21 год став гроссмейстером. В эти же годы трижды становился победителем клубного чемпионата Венгрии в составе команды «Чути-Гидрокомп».

## Таблица результатов
| Год  | Город    | Турнир              | + | − | = | Результат | Место |
| ---- | -------- | ------------------- | - | - | - | --------- | ----- |
| 2006 | Будапешт | «First Saturday»    | 8 | 1 | 4 | 10 из 13  | [ 7 ] |
| 2007 |          | «Balatonlelle Fest» | 4 | 0 | 5 | 6½ из 9   | [ 8 ] |
| 2009 | Будапешт | «First Saturday»    | 5 | 0 | 4 | 7 из 9    | [ 9 ] |

## Изменения рейтинга
| Графики недоступны из-за технических проблем. См. информацию на Фабрикаторе и на mediawiki.org. |